# Primal Scream
Primal Scream (na albumie XTRMNTR jako PRML SCRM) – szkocka grupa grająca rock alternatywny, założona w 1982 w Glasgow przez Jima Beattiego oraz byłego perkusistę The Jesus and Mary Chain Bobby'ego Gillespiego. Jednym z członków Primal Scream był producent i gitarzysta Kevin Shields (My Bloody Valentine). Do 2000 roku wydawnictwa zespołu ukazywały się w wytwórni Creation, później grupa podpisała kontrakt z Sony/Columbia.

## Skład
- Bobby Gillespie – gitara
- Andrew Innes – gitara
- Robert 'Throb' Young – gitara
- Martin Duffy – (były keyboardzista Felt)
- Gary 'Mani' Mounfield – (były basista The Stone Roses)
- Darrin Mooney – perkusja (współpracował również z Garym Moore'em).

## Dyskografia

### Albumy
- Sonic Flower Groove (1987)
- Primal Scream (1989)
- Screamadelica (1991) #8 UK
- Give Out But Don't Give Up (1994) #2 UK
- Vanishing Point (1997) #2 UK
- XTRMNTR (2000) #3 UK
- Evil Heat (2002) #9 UK
- Riot City Blues (2006) #5 UK
- Beautiful Future (2008)
- More Light (2013)
- Chaosmosis (2016)
- Come Ahead (2024)[1]

### Single
- All Fall Down (1985)
- Crystal Crescent (1986)
- Gentle Tuesday (1987)
- Imperial (1987)
- Ivy Ivy Ivy (1989)
- Loaded (1990) #16 UK
- Come Together (1990) #26 UK
- Higher Than the Sun (1991) #40 UK
- Don't Fight It, Feel It (1991) #41 UK
- Dixie-Narco EP/Movin' On Up (1992) #11 UK
- Rocks/Funky Jam (1994) #7 UK
- Jailbird (1994) #29 UK
- (I'm Gonna) Cry Myself Blind (1994) #49 UK
- The Big Man and the Scream Team Meet the Barmy Army Uptown (z Irvinem Welshem i On-U Sound; 1996) #17 UK
- Kowalski (1997) #8 UK
- Star (1997) #16 UK
- Burning Wheel (1997) #17 UK
- If They Move, Kill 'Em (limitowany) (1998) #85 UK
- Swastika Eyes (1999) #22 UK
- Kill All Hippies (2000) #24 UK
- Accelerator (2000) #34 UK
- Miss Lucifer (2002) #25 UK
- Autobahn 66 (2002) #44 UK
- Some Velvet Morning (z Kate Moss; 2003) #44 UK
- Country Girl (2006) #5 UK
- Dolls (Sweet Rock n Roll) (2006) #40 UK
- Nitty Gritty (song) (2006)
- Can't Go Back (2008)
- As One (z Jeanem-Michelem Jarre'em; 2016)
- Where the Light Gets In (2016)
- I Can Change (2016)
- Trippin' on Your Love (2016)
- 100% or Nothing (2016)

### Inne
- Echo Dek (remiksy; 1997)
- Dirty Hits (2003)
- Shoot Speed – More Dirty Hits (remiksy, rarytasy, tylko na rynku japońskim; 2004)
- Live in Japan (album live; 2004)